# كاثرين آن وارفيلد
كاثرين آن وارفيلد (بالإنجليزية: Catherine Anne Warfield)‏ (1816 - 1877)؛ روائية أمريكية.